# Hypidiomorph
Hypidiomorph (griech. ὑπό: unter; morphé: Gestalt) bezeichnet in der Mineralogie und Petrologie die Form eingewachsener Mineralkörner in Tiefengesteinen wie Plutoniten bzw. Vulkaniten.
Die Kristalle und ihre -flächen sind nur zum Teil eigengestaltig, d. h., sie wurden an manchen Stellen daran gehindert, in ihrer eigenen Form zu wachsen (aufgrund von Platzproblemen).

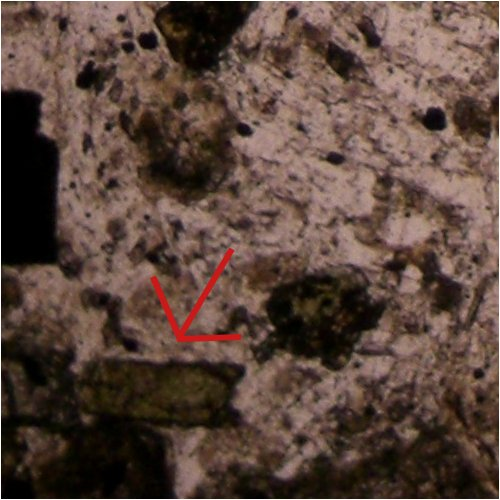
hypidiomorpher Kristall (Dünnschliff)
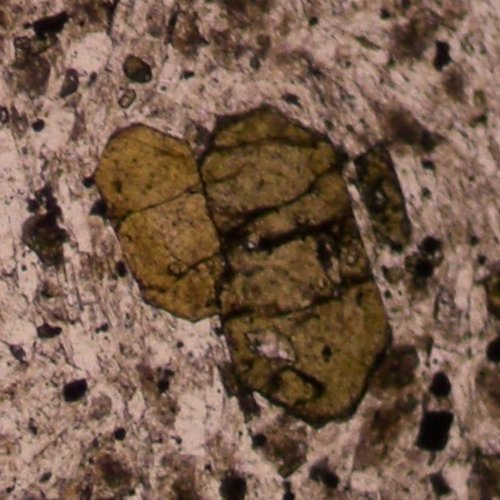
idiomorpher Kristall in einem Magmatite (Dünnschliff)
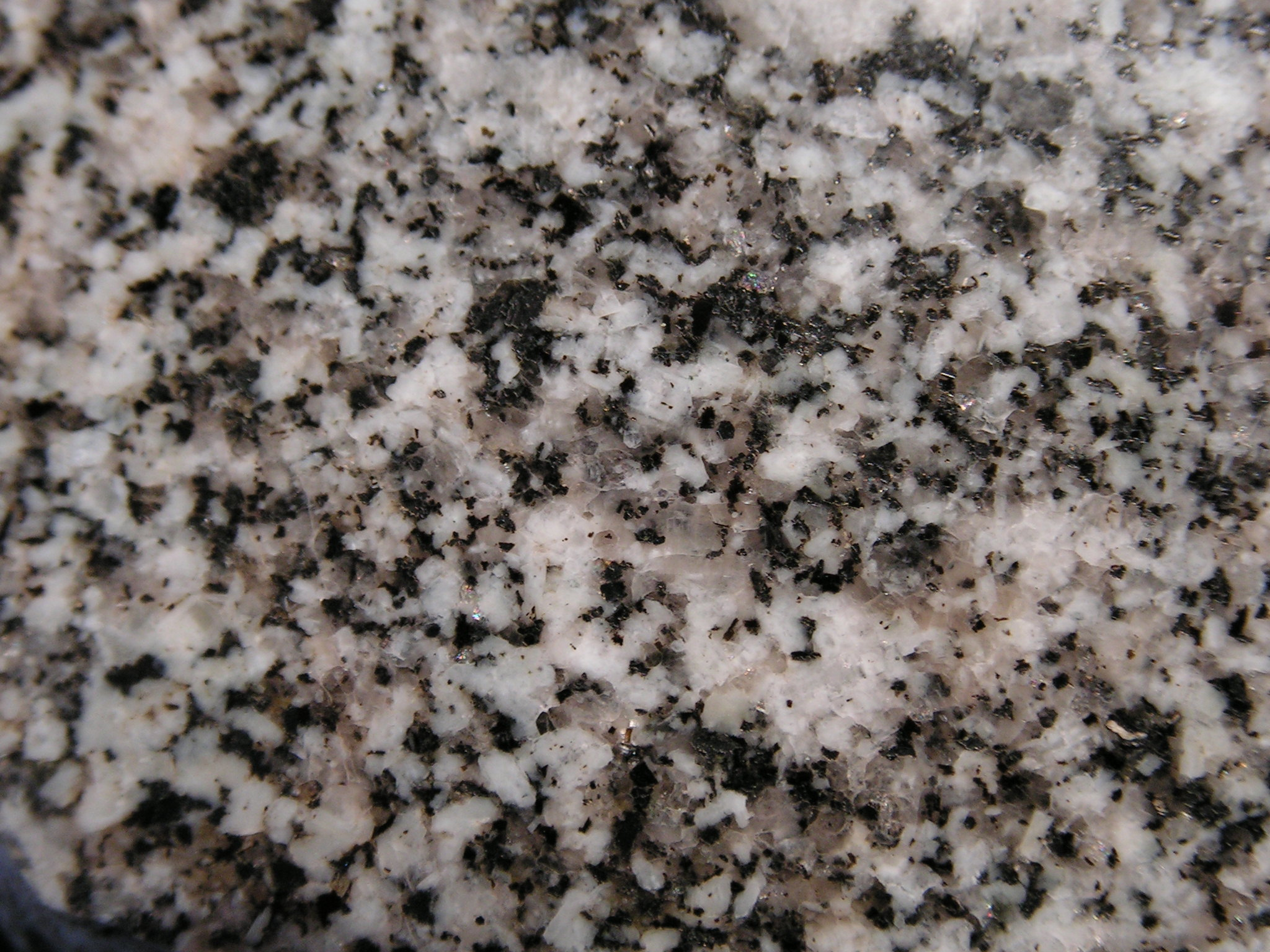
Xenomorpher Quarz (grau) in einem Gestein neben Feldspat (weiß) und mafischen Mineralen (schwarz).